# Swietłana Babuszkina
Swietłana Władimirowna Babuszkina (ros. Светлана Владимировна Бабушкина; ur. 15 lutego 1992) – rosyjska zapaśniczka walcząca w stylu wolnym. Brązowa medalistka mistrzostw Europy w 2013. Siódma na Uniwersjadzie w 2013, jako zawodniczka Institute of Social Sciences and Humanities University w Kazaniu. Mistrzyni Europy juniorów i druga na MŚ juniorów w 2012. 
Mistrzyni Rosji w 2014 roku.